# 边缘系统
邊緣系統（英文：Limbic system）指包含海馬體及杏仁體在內，支援多種功能例如情緒、行為及長期記憶的大腦結構。這種被描述為邊緣系統的腦部結構與嗅覺結構相近。術語「limbic」源自拉丁文「limbus」，意指「邊界」或「邊緣」。邊緣系統包括無數在大腦皮質及皮質下區域的結構，其中包括传统上定义的“边缘叶”。儘管從其引入時其明確角色及定義已被多次修訂，此術語仍於精神病學及神經學使用。

## 结构
以下是或為曾被考慮列入邊緣系統內的結構：
在大脑皮层的结构:
- 扣帶回：調整心跳、血壓，以及處理認知及注意力的自律功能。[4][5][6]
- 眶额皮质：對決策甚為必要。

在大脑皮层下的结构:
- 杏仁體：涉及指令刺激性的重要皮質刺激，例如關於報仇及恐懼，另外還有社交功能例如交配。[4][5][6]
- 海馬體：是形成長期記憶的必要部分。[4][5][6]
  - 海马旁回：以形成空間記憶為主，並為海馬體的一部分。[5]

- 穹隆：把訊號由海馬體傳至乳頭狀體（英语：mammillary bodies）及中隔內核（英语：septal nuclei）。[6][4]
- 乳頭狀體（英语：mammillary bodies）：對於記憶的形成甚為重要。[4]
- 中隔內核（英语：septal nuclei）：一组位于终板（英语：Lamina terminalis）前方的结构，被认为与快感有关。
- 伏隔核：負責報酬、快樂及上癮的功能。

在间脑中的结构:
- 丘腦（Thalamus）：大腦皮質的「中轉站」。[4][6]
- 下丘腦（Hypothalamus）：經由激素的產生及釋放，使自律神經系統變得規律。影響及調整心跳、血壓、飢餓、口渴、性刺激以及睡眠節率。[4][6]
- 腦下垂體（Pituitary Gland）：分泌荷爾蒙並調整體內平衡。[4]

此外，以下結構偶爾亦會視為邊緣系統的一部分：
- 齒狀回：被認為是建設新記憶及調整快樂的因素。[5]
- 內鼻皮質（英语：Entorhinal cortex）及梨狀皮質（英语：Piriform cortex）：在嗅覺系統中接收氣味投入。[6]
- 穹窿回（英语：Fornicate gyrus）：包圍著扣帶回、海馬體及海馬旁回的範圍。
- 嗅球：負責嗅覺感覺的輸入。

## 外部連結
- 邊緣系統（limbic system） （页面存档备份，存于）
- 大脑解剖学概观 - 额叶，间脑，脑干和边缘系统Brain Anatomy Overview - Lobes, Diencephalon, Brain Stem & Limbic System (on youtube) （页面存档备份，存于）